# Abdou Sidikou

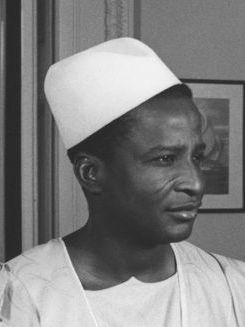
Abdou Sidikou, 1962

Abdou Sidikou (* 1927 in Kouré; † 26. Juli 1973) war ein nigrischer Politiker und Diplomat. Er war von 1967 bis 1970 Staatssekretär für äußere Angelegenheiten.

## Leben
Abdou Sidikou besuchte die Regionalschule in Niamey, wo er 1936 ein Schüler des späteren nigrischen Staatspräsidenten Hamani Diori war. Er setzte seine Ausbildung an der École normale William Ponty bei Dakar fort. Danach studierte er an den medizinischen Fakultäten von Dakar und Paris, wo er sein Studium 1956 abschloss. Von 1956 bis 1957 absolvierte er ein Praktikum an den Hôpitaux de la Seine und spezialisierte sich auf Serologie, Biologie und Bakteriologie. Sidikou kehrte 1957 nach Niger zurück, wo er bis 1959 als Chefpharmazeut am Nationalkrankenhaus Niamey tätig war. Außerdem war er Kantonschef seines Heimatorts Kouré.
Unter Regierungschef Hamani Diori wurde Abdou Sidikou 1959 Kabinettsdirektor von Gesundheitsminister Boubacar Diallo. Im unabhängigen Niger erfolgte 1962 – als Nachfolger von Issoufou Saïdou Djermakoye – seine Ernennung zum Botschafter bei den Vereinigten Staaten, den Vereinten Nationen und Kanada. Im September 1964 wechselte er als Botschafter nach Belgien. Er war auch bei der Bundesrepublik Deutschland, Österreich und der Europäischen Wirtschaftsgemeinschaft als Botschafter akkreditiert. Sidikou kehrte im November 1965 in sein Heimatland zurück, um als Generalsekretär im Außenministerium zu arbeiten, das von Staatspräsident Hamani Diori selbst geleitet wurde. Außerdem war er als staatlicher Inspektor für das Apothekenwesen tätig. Am 14. April 1967 wurde Abdou Sidikou zum Staatssekretär für auswärtige Angelegenheiten befördert. Gesundheitliche Probleme führten dazu, dass er im Januar 1970 als Staatssekretär für auswärtige Angelegenheiten abgesetzt und stattdessen zu einem der Präsidentschaftskanzlei zugeordneten Staatssekretär ernannt wurde.

## Ehrungen
- Orden der günstigen Wolken 2. Klasse[4]